# Gonomyia prolongata
Gonomyia prolongata är en tvåvingeart som beskrevs av Alexander 1940. Gonomyia prolongata ingår i släktet Gonomyia och familjen småharkrankar. Inga underarter finns listade i Catalogue of Life.